# Listă de filme britanice din 1958
Aceasta este o listă de filme britanice din 1958:

## Lista
| Titlu                                    | Regizor                  | Distribuție                                        | Gen                | Note                                                    |
| ---------------------------------------- | ------------------------ | -------------------------------------------------- | ------------------ | ------------------------------------------------------- |
| The Adventures of Hal 5                  | Don Sharp                |                                                    | Adventure          |                                                         |
| Another Time, Another Place              | Lewis Allen              | Lana Turner, Glynis Johns, Sean Connery            | Drama              |                                                         |
| Bachelor of Hearts                       | Wolf Rilla               | Hardy Krüger, Sylvia Syms                          | Comedy             |                                                         |
| The Bank Raiders                         | Maxwell Munden           | Peter Reynolds, Sandra Dorne                       | Crime              |                                                         |
| Battle of the V-1                        | Vernon Sewell            | Michael Rennie, Patricia Medina                    | World War II       |                                                         |
| Behind the Mask                          | Brian Desmond Hurst      | Michael Redgrave, Tony Britton                     | Drama              |                                                         |
| The Big Money                            | John Paddy Carstairs     | Ian Carmichael, Belinda Lee                        | Comedy             |                                                         |
| Blind Spot                               | Peter Maxwell            | Robert MacKenzie, Delphi Lawrence                  | Drama              |                                                         |
| Blood of the Vampire                     | Henry Cass               | Donald Wolfit, Vincent Ball                        | Horror             |                                                         |
| The Camp on Blood Island                 | Val Guest                | André Morell, Carl Möhner                          | World War II       |                                                         |
| Carry On Sergeant                        | Gerald Thomas            | William Hartnell, Kenneth Williams                 | Comedy             |                                                         |
| Carve Her Name with Pride                | Lewis Gilbert            | Virginia McKenna, Paul Scofield                    | World War II/spy   |                                                         |
| Cat & Mouse                              | Paul Rotha               | Lee Patterson, Ann Sears, Victor Maddern           | Crime              | [ 1 ]                                                   |
| Chain of Events                          | Gerald Thomas            | Dermot Walsh, Susan Shaw, Lisa Gastoni             | Crime drama        |                                                         |
| Chase a Crooked Shadow                   | Michael Anderson         | Richard Todd, Anne Baxter                          | Thriller           |                                                         |
| Corridors of Blood                       | Robert Day               | Boris Karloff, Betta St. John                      | Horror             |                                                         |
| A Cry from the Streets                   | Lewis Gilbert            | Max Bygraves, Barbara Murray                       | Drama              | Entered into the 1st Moscow International Film Festival |
| Davy                                     | Michael Relph            | Harry Secombe, Alexander Knox                      | Comedy/drama       |                                                         |
| The Diplomatic Corpse                    | Montgomery Tully         | Robin Bailey, Susan Shaw                           | Drama              |                                                         |
| The Doctor's Dilemma                     | Anthony Asquith          | Leslie Caron, Dirk Bogarde, Alastair Sim           | Comedy/drama       |                                                         |
| Dracula                                  | Terence Fisher           | Peter Cushing, Christopher Lee                     | Horror             |                                                         |
| Dublin Nightmare                         | John Pomeroy             | William Sylvester, Marla Landi, Richard Leech      | Crime              |                                                         |
| The Duke Wore Jeans                      | Gerald Thomas            | Tommy Steele, Michael Medwin                       | Comedy             |                                                         |
| Dunkirk                                  | Leslie Norman            | John Mills, Richard Attenborough                   | World War II       |                                                         |
| Fiend Without a Face                     | Arthur Crabtree          | Marshall Thompson, Kynaston Reeves                 | Sci-fi             |                                                         |
| Floods of Fear                           | Charles Crichton         | Howard Keel, Anne Heywood, Cyril Cusack            | Action drama       |                                                         |
| Further Up the Creek                     | Val Guest                | David Tomlinson, Frankie Howerd                    | Comedy             |                                                         |
| Gideon's Day                             | John Ford                | Jack Hawkins, Cyril Cusack                         | Drama              |                                                         |
| Girls at Sea                             | Gilbert Gunn             | Guy Rolfe, Ronald Shiner                           | Comedy             |                                                         |
| The Golden Disc                          | Don Sharp                | Lee Patterson, Mary Steele                         | Musical            |                                                         |
| The Gypsy and the Gentleman              | Joseph Losey             | Melina Mercouri, Flora Robson                      | Drama              |                                                         |
| Happy Is the Bride                       | Roy Boulting             | Ian Carmichael, Janette Scott                      | Comedy             |                                                         |
| Harry Black                              | Hugo Fregonese           | Barbara Rush, Stewart Granger                      | Drama              |                                                         |
| The Haunted Strangler                    | Robert Day               | Boris Karloff, Jean Kent                           | Horror             |                                                         |
| Heart of a Child                         | Clive Donner             | Jean Anderson, Donald Pleasence                    | Drama              |                                                         |
| The Horse's Mouth                        | Ronald Neame             | Alec Guinness, Kay Walsh                           | Comedy             |                                                         |
| I Accuse!                                | José Ferrer              | José Ferrer, Anton Walbrook                        | Drama              |                                                         |
| I Only Arsked!                           | Montgomery Tully         | Bernard Bresslaw, Michael Medwin                   | Comedy             |                                                         |
| I Was Monty's Double                     | John Guillermin          | M.E. Clifton-James, John Mills                     | World War II       |                                                         |
| Ice Cold in Alex                         | J. Lee Thompson          | John Mills, Anthony Quayle                         | World War II       | Entered into the 8th Berlin International Film Festival |
| Indiscreet                               | Stanley Donen            | Ingrid Bergman, Cary Grant                         | Romance/comedy     |                                                         |
| Innocent Meeting                         | Godfrey Grayson          | Sean Lynch, Beth Rogan                             | Crime              |                                                         |
| Innocent Sinners                         | Philip Leacock           | Flora Robson, David Kossoff                        | Drama              |                                                         |
| Intent to Kill                           | Jack Cardiff             | Richard Todd, Betsy Drake, Herbert Lom             | Thriller           |                                                         |
| The Key                                  | Carol Reed               | Trevor Howard, Sophia Loren                        | World War II       |                                                         |
| A Lady Mislaid                           | David MacDonald          | Phyllis Calvert, Thorley Walters                   | Comedy             |                                                         |
| Law and Disorder                         | Charles Crichton         | Michael Redgrave, Robert Morley                    | Comedy             |                                                         |
| Links of Justice                         | Max Varnel               | Jack Watling, Sarah Lawson                         | Crime              |                                                         |
| The Long Knife                           | Montgomery Tully         | Joan Rice, Sheldon Lawrence                        | Crime              |                                                         |
| The Man Inside                           | John Gilling             | Jack Palance, Anita Ekberg                         | Crime              |                                                         |
| The Man Upstairs                         | Don Chaffey              | Bernard Lee, Richard Attenborough                  | Drama              |                                                         |
| The Man Who Wouldn't Talk                | Herbert Wilcox           | Anna Neagle, Anthony Quayle                        | Crime              |                                                         |
| Man with a Gun                           | Montgomery Tully         | Lee Patterson, Rona Anderson                       | Crime              |                                                         |
| Mark of the Phoenix                      | Maclean Rogers           | Julia Arnall, Sheldon Lawrence                     | Thriller           |                                                         |
| Moment of Indiscretion                   | Max Varnel               | Ronald Howard, Lana Morris                         | Crime              |                                                         |
| The Moonraker                            | David MacDonald          | George Baker, Sylvia Syms, Marius Goring           | Historical action  |                                                         |
| The Naked Earth                          | Vincent Sherman          | Richard Todd, Juliette Gréco                       | Drama              | [ 2 ]                                                   |
| Next to No Time                          | Henry Cornelius          | Kenneth More, Betsy Drake                          | Comedy             |                                                         |
| A Night to Remember                      | Roy Ward Baker           | Kenneth More, Ronald Allen, Honor Blackman         | Drama              |                                                         |
| No Time to Die                           | Terence Young            | Victor Mature, Leo Genn                            | World War II       |                                                         |
| Nor the Moon by Night                    | Ken Annakin              | Joan Brickhill, Michael Craig                      | African drama      |                                                         |
| Nowhere to Go                            | Seth Holt                | George Nader, Maggie Smith, Bernard Lee            | Crime              |                                                         |
| On the Run                               | Ernest Morris            | Neil McCallum, Susan Beaumont, William Hartnell    | Crime drama        |                                                         |
| Orders to Kill                           | Anthony Asquith          | Eddie Albert                                       | World War II       |                                                         |
| Passionate Summer                        | Rudolph Cartier          | Virginia McKenna, Bill Travers                     | Romance            |                                                         |
| Passport to Shame                        | Alvin Rakoff             | Diana Dors, Herbert Lom                            | Drama              |                                                         |
| A Question of Adultery                   | Don Chaffey              | Julie London, Anthony Steel                        | Drama              |                                                         |
| The Revenge of Frankenstein              | Terence Fisher           | Peter Cushing, Francis Matthers                    | Horror             |                                                         |
| Rooney                                   | George Pollock           | John Gregson, Muriel Pavlow                        | Comedy             |                                                         |
| The Safecracker                          | Ray Milland              | Ray Milland, Barry Jones                           | Crime/World War II |                                                         |
| The Salvage Gang                         | John Krish               |                                                    | Adventure          |                                                         |
| Sea Fury                                 | Cy Endfield              | Stanley Baker, Victor McLaglen                     | Drama              |                                                         |
| Sea of Sand                              | Guy Green                | Michael Craig, John Gregson, Richard Attenborough  | World War II       |                                                         |
| The Secret Man                           | Ronald Kinnoch           | Marshall Thompson, John Loder                      | Thriller           |                                                         |
| She Didn't Say No!                       | Cyril Frankel            | Eileen Herlie, Perlita Neilson                     | Comedy             | [ 3 ]                                                   |
| The Sheriff of Fractured Jaw             | Raoul Walsh              | Kenneth More, Jayne Mansfield                      | Comedy/western     |                                                         |
| The Silent Enemy                         | William Fairchild        | Laurence Harvey                                    | World War II       |                                                         |
| The Snorkel                              | Guy Green                | Peter Van Eyck Betta St. John                      | Crime              |                                                         |
| The Son of Robin Hood                    | George Sherman           | David Hedison June Laverick                        | Swashbuckler       |                                                         |
| The Spaniard's Curse                     | Ralph Kemplen            | Tony Wright, Lee Patterson                         | Drama              |                                                         |
| Stormy Crossing                          | C.M. Pennington-Richards | John Ireland, Derek Bond                           | Mystery            |                                                         |
| The Strange Awakening, aka Female Fiends | Montgomery Tully         | Lex Barker, Carole Mathews                         | Mystery            |                                                         |
| The Strange World of Planet X            | Gilbert Gunn             | Forrest Tucker, Gaby André                         | Sci-fi             |                                                         |
| A Tale of Two Cities                     | Ralph Thomas             | Dirk Bogarde, Dorothy Tutin                        | Literary drama     |                                                         |
| Them Nice Americans                      | Anthony Young            | Bonar Colleano, Vera Day                           | Comedy             | [ 4 ]                                                   |
| Tread Softly Stranger                    | Gordon Parry             | Diana Dors, George Baker                           | Crime              |                                                         |
| The Trollenberg Terror                   | Quentin Lawrence         | Forrest Tucker, Laurence Payne                     | Science fiction    |                                                         |
| The Two-Headed Spy                       | André de Toth            | Jack Hawkins, Gia Scala                            | Thriller           |                                                         |
| Undercover Girl                          | Francis Searle           | Paul Carpenter, Kay Callard                        | Crime              | [ 5 ]                                                   |
| Up the Creek                             | Val Guest                | David Tomlinson, Peter Sellers                     | Comedy             |                                                         |
| Violent Playground                       | Basil Dearden            | Stanley Baker, Anne Heywood                        | Drama              |                                                         |
| Virgin Island                            | Pat Jackson              | John Cassavetes, Virginia Maskell, Sidney Poitier  | Drama              |                                                         |
| The Whole Truth                          | John Guillermin          | Stewart Granger, George Sanders                    | Thriller           |                                                         |
| The Wind Cannot Read                     | Ralph Thomas             | Dirk Bogarde, Yoki Tani, Ronald Lewis, John Fraser | World War II       |                                                         |
| A Woman of Mystery                       | Ernest Morris            | Dermot Walsh, Hazel Court                          | Crime              |                                                         |
| Wonderful Things!                        | Herbert Wilcox           | Frankie Vaughan, Jeremy Spenser                    | Romance            |                                                         |
| The Young and the Guilty                 | Peter Cotes              | Phyllis Calvert, Andrew Ray                        | Drama              |                                                         |